# NGC 2458
NGC 2458 este o galaxie lenticulară situată în constelația Linxul. A fost descoperită în 20 februarie 1851 de către William Parsons, 3rd Earl of Rosse⁠(d).